# Sent Gervasi
Sent Gervasi (en francès Saint-Gervasy) és un municipi francès situat al departament del Gard i a la regió d'Occitània.